# Lista de prêmios e indicações recebidos por Iz*One
Esta é uma lista de prêmios e indicações recebidos por Iz One, um girl group da Coreia do Sul.
Iz One recebeu seu primeiro prêmio em programas musicais no M! Countdown com sua faixa-título de estreia "La Vie en Rose", tornando-as o girl group mais rápido a conseguir um prêmio desde sua estreia com 11 dias, anteriormente sendo de Blackpink com 13 dias. O primeiro prêmio do grupo em premiações foi no Asia Artist Awards, onde foram um dos quatro vencedores a ganhar o Rookie do Ano, além disso, Iz One ganhou o mesmo prêmio no Gaon Chart Music Awards, Golden Disc Awards, Melon Music Awards, Mnet Asian Music Awards, Seoul Music Awards e V Live Awards.

## Premiações

### Asia Artist Awards
| Ano  | Nomeação | Categoria                                | Resultado | Ref.        |
| ---- | -------- | ---------------------------------------- | --------- | ----------- |
| 2018 | Iz One   | Rookie of the Year – Music               | Venceu    | [ 3 ] [ 4 ] |
| 2019 | Iz One   | Popularity Award – Music                 | Indicado  |             |
| 2019 | Iz One   | Starnews Popularity Award – Female Group | Indicado  |             |

### Gaon Chart Music Awards
| Ano  | Nomeação | Categoria              | Resultado | Ref.  |
| ---- | -------- | ---------------------- | --------- | ----- |
| 2019 | Iz One   | New Artist of the Year | Venceu    | [ 5 ] |

### Genie Music Awards
| Ano  | Nomeação | Categoria                      | Resultado | Ref.  |
| ---- | -------- | ------------------------------ | --------- | ----- |
| 2019 | Iz One   | The Top Artist                 | Indicado  | [ 6 ] |
| 2019 | Iz One   | The Female Group               | Indicado  | [ 6 ] |
| 2019 | Iz One   | The Performing Artist – Female | Venceu    | [ 6 ] |
| 2019 | Iz One   | Genie Music Popularity Award   | Indicado  | [ 6 ] |
| 2019 | Iz One   | Global Popularity Award        | Indicado  | [ 6 ] |
| 2019 | Iz One   | M2 The Most Popular Artist     | Venceu    | [ 6 ] |

### Golden Disc Awards
| Ano  | Nomeação | Categoria                       | Resultado | Ref.        |
| ---- | -------- | ------------------------------- | --------- | ----------- |
| 2019 | Iz One   | Rookie Artist Award – Album     | Venceu    | [ 7 ] [ 8 ] |
| 2019 | Iz One   | Popularity Award                | Indicado  | [ 9 ]       |
| 2019 | Iz One   | NetEase Most Popular K-pop Star | Indicado  |             |
| 2020 | Heart*Iz | Disc Bonsang                    | Indicado  | [ 10 ]      |

### Japan Gold Disc Award
| Ano  | Nomeação | Categoria                     | Resultado | Ref.          |
| ---- | -------- | ----------------------------- | --------- | ------------- |
| 2020 | Iz One   | New Artist of the Year – Asia | Venceu    | [ 11 ] [ 12 ] |
| 2020 | Iz One   | Best 3 New Artist – Asia      | Venceu    | [ 11 ] [ 12 ] |

### Melon Music Awards
| Ano  | Nomeação | Categoria              | Resultado | Ref.          |
| ---- | -------- | ---------------------- | --------- | ------------- |
| 2018 | Iz One   | Best New Female Artist | Indicado  | [ 13 ] [ 14 ] |

### Mnet Asian Music Awards
| Ano  | Nomeação  | Categoria                             | Resultado | Ref.          |
| ---- | --------- | ------------------------------------- | --------- | ------------- |
| 2018 | Iz One    | Best New Female Artist                | Venceu    | [ 15 ] [ 16 ] |
| 2018 | Iz One    | Artist of the Year                    | Indicado  | [ 17 ]        |
| 2018 | Iz One    | New Asian Artist                      | Venceu    | [ 18 ]        |
| 2019 | Iz One    | Artist of the Year                    | Indicado  | [ 19 ]        |
| 2019 | Iz One    | Best Female Group                     | Indicado  | [ 19 ]        |
| 2019 | Iz One    | Worldwide Fans' Choice Top 10         | Indicado  | [ 19 ]        |
| 2019 | Iz One    | 2019 Qoo10 Favorite Female Artist     | Indicado  | [ 19 ]        |
| 2019 | "Violeta" | Song of the Year                      | Indicado  | [ 19 ]        |
| 2019 | "Violeta" | Best Dance Performance – Female Group | Indicado  | [ 19 ]        |

### MTV Europe Music Awards
| Ano  | Nomeação | Categoria       | Resultado | Ref.   |
| ---- | -------- | --------------- | --------- | ------ |
| 2019 | Iz One   | Best Korean Act | Indicado  | [ 20 ] |

### Seoul Music Awards
| Ano  | Nomeação | Categoria            | Resultado | Ref.          |
| ---- | -------- | -------------------- | --------- | ------------- |
| 2019 | Iz One   | New Artist Award     | Venceu    | [ 21 ]        |
| 2019 | Iz One   | Popularity Award     | Indicado  | [ 22 ] [ 23 ] |
| 2019 | Iz One   | Hallyu Special Award | Indicado  | [ 22 ] [ 23 ] |
| 2020 | Heart*Iz | Bonsang Award        | Indicado  | [ 24 ]        |
| 2020 | Iz One   | Popularity Award     | Indicado  | [ 24 ]        |

### Soribada Best K-Music Awards
| Ano  | Nomeação | Categoria                 | Resultado | Ref.   |
| ---- | -------- | ------------------------- | --------- | ------ |
| 2019 | Iz One   | Popularity Award – Female | Indicado  | [ 25 ] |
| 2019 | Iz One   | Bonsang Award             | Indicado  |        |

### Space Shower Music Awards
| Ano  | Nomeação | Categoria       | Resultado | Ref. |
| ---- | -------- | --------------- | --------- | ---- |
| 2020 | Iz One   | People's Choice | Pendente  |      |

### V Live Awards
| Ano  | Nomeação | Categoria             | Resultado | Ref.          |
| ---- | -------- | --------------------- | --------- | ------------- |
| 2019 | Iz One   | Rookie Top 5          | Venceu    | [ 26 ] [ 27 ] |
| 2019 | Iz One   | Global Top 12         | Venceu    | [ 28 ] [ 29 ] |
| 2019 | Iz One   | The Most Loved Artist | Indicado  | [ 28 ] [ 29 ] |

## Programas musicais

### Music Bank
| Ano  | Data        | Canção    |
| ---- | ----------- | --------- |
| 2019 | 12 de abril | "Violeta" |

### M! Countdown
| Ano  | Data            | Canção           |
| ---- | --------------- | ---------------- |
| 2018 | 8 de novembro   | "La Vie en Rose" |
| 2019 | 11 de abril     | "Violeta"        |
| 2019 | 18 de abril     | "Violeta"        |
| 2020 | 27 de fevereiro | "Fiesta"         |

### Show Champion
| Ano  | Data            | Canção    |
| ---- | --------------- | --------- |
| 2019 | 10 de abril     | "Violeta" |
| 2019 | 17 de abril     | "Violeta" |
| 2020 | 26 de fevereiro | "Fiesta"  |

### The Show
| Ano  | Data            | Canção                     |
| ---- | --------------- | -------------------------- |
| 2018 | 13 de novembro  | "La Vie en Rose"           |
| 2018 | 20 de novembro  | "La Vie en Rose"           |
| 2019 | 9 de abril      | "Violeta"                  |
| 2019 | 16 de abril     | "Violeta"                  |
| 2020 | 25 de fevereiro | "Fiesta"                   |
| 2020 | 3 de março      | "Fiesta"                   |
| 2020 | 23 de junho     | "Secret Story of the Swan" |